# Skölvene socken
Skölvene socken i Västergötland ingick i Gäsene härad och är sedan 1974 en del av Herrljunga kommun, från 2016 inom Skölvene distrikt.
Socknens areal är 21,65 kvadratkilometer varav 21,17 land. År 1952 fanns här 283 invånare. Sockenkyrkan Skölvene kyrka ligger i socknen.

## Administrativ historik
Socknen har medeltida ursprung.
Vid kommunreformen 1862 övergick socknens ansvar för de kyrkliga frågorna till Skölvene församling och för de borgerliga frågorna bildades Skölvene landskommun. Landskommunen uppgick 1952 i Gäsene landskommun som 1974 uppgick i Herrljunga kommun. Församlingen utökades 1989 med Norra Säms församling och uppgick 2010 i Hudene församling.
1 januari 2016 inrättades distriktet Skölvene, med samma omfattning som Skölvene församling hade 1999/2000 och fick 1989, och vari detta sockenområde ingår.
Socknen har tillhört län, fögderier, tingslag och domsagor enligt vad som beskrivs i artikeln Gäsene härad.

## Geografi
Skölvene socken ligger sydost om Herrljunga kring Vimelån, ett tillflöde till Nossan i väster. Socknen har odlingsbygd kring ån och är i övrigt en skogsbygd.

## Byar och hemman
Skölvene socken består historiskt av följande byar och enstaka hemman. När en by har flera hemman anges också hemmansnumren.
- Bjälkared, enstaka hemman.
- Fullmarp, ett hemman (1) och en åker (2).
- Häljarp, enstaka hemman och gästgivargård.[8]
- Lyckås, by med tre hemman (1 Västergården, 2 Mellomgården och 3 Östergården).
- Mosslanda, by med tre hemman (1 Västergården, 2 Mellomgården och 3 Östergården).
- Sibbarp, enstaka hemman.
- Skölvene, socknens kyrkby med tre hemman (1 Klockaregården, 2 Munkagården och 3 Prästegården).
- Sötestorp, by med tre hemman (1 Västergården, 2 Smälingsgården och 3 Östergården).
- Torkelstorp, by med två hemman (1 Månsagården och 2 Nilsagården).
- Vimle, by med fyra hemman (1 Östergården, 2 Skattegården, 4 Gategården eller Persgården och 5 Västergården) samt två tullkvarnar (3 och 6).

## Fornlämningar
Två hällkistor från stenåldern är funna. Från bronsåldern finns några gravrösen. Från järnåldern finns två gravfält.

## Befolkningsutveckling
Befolkningen ökade från 280 1810 till 496 1870 varefter den minskade till 178 1980 innan den vände något uppåt igen till 211 1990.

## Namnet
Namnet skrevs 1382 Skylwine och kommer från kyrkbyn. Efterleden innehåller vin, 'betesmark, äng'. Förleden innehåller skialf/skiälf och syftar på den upphöjning där kyrka ligger.
Namnet skrevs före 23 september 1910 Skölfveneds socken.